# Abe Monju-in
Abe Monju-in (安倍文殊院?) es un templo budista en el área de Abe en Sakurai, Prefectura de Nara, Japón. Data del siglo VII. Alberga un conjunto escultórico de Kaikei y una tumba kofun, cuyos terrenos han sido designados como Lugar Histórico Especial. Es considerado uno de los tres grandes templos dedicados a Monju.

## Historia
Fundado como Sūke-ji en el siglo séptimo, en 834 el monje Shinga tuvo una visión de una imagen dorada de Manjusri (Monju) emergiendo de una cueva dentro del recinto del templo. Como consecuencia, le dedicó un salón, el Monju-dō. El culto creció en popularidad durante el periodo Heian y el monje Ninshō visitó el templo regularmente.
En la actualidad, puesto que Monju es el Buda de la sabiduría, numerosos estudiantes visitan el templo antes de sus exámenes.

## Edificios
El Hondō (salón principal), reconstruido en varias ocasiones debido a incendios, data del 1665.

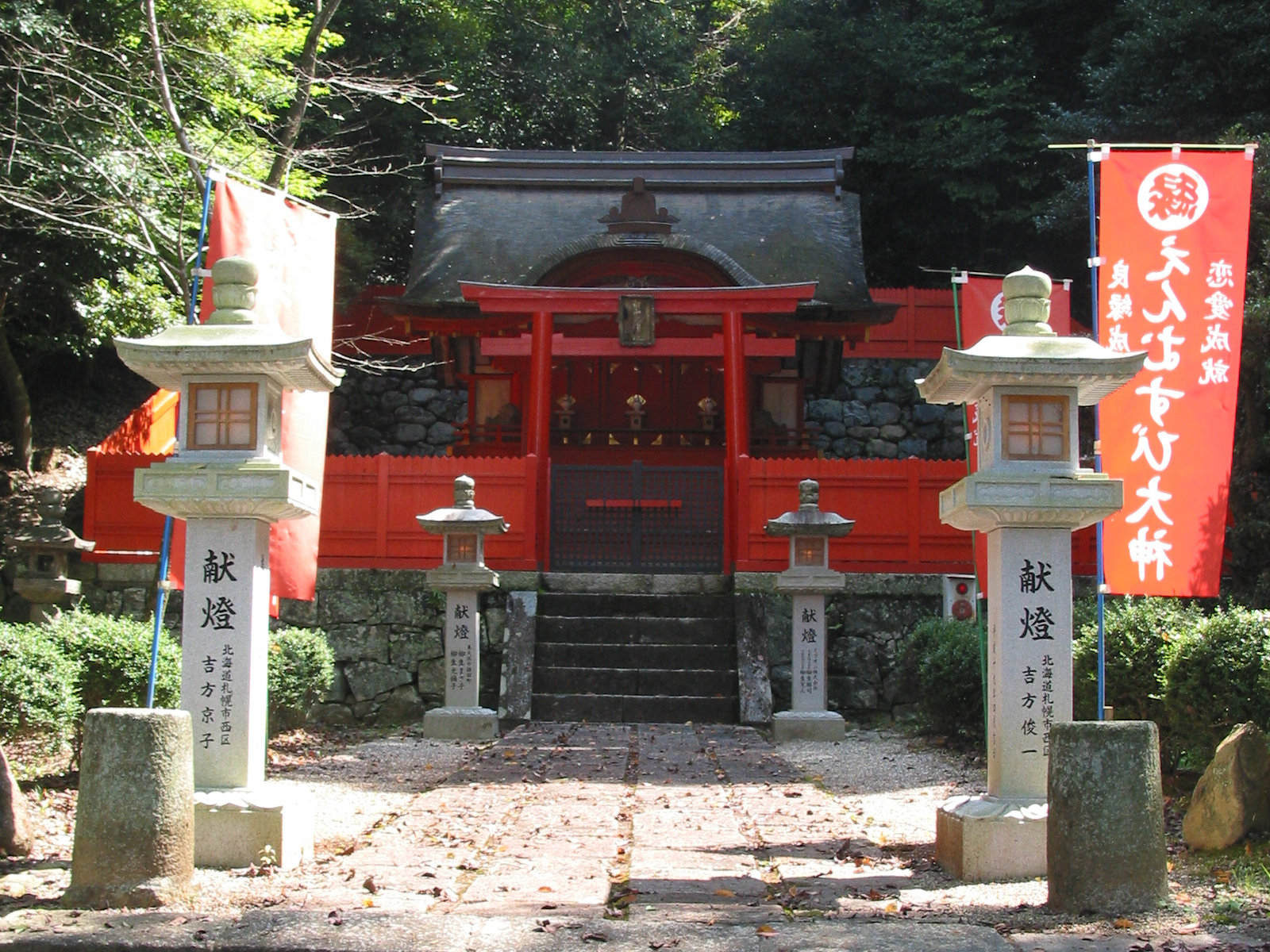
El Honden (la parte más importante del templo) del Abe Monju-in.

El Hakusan Jinja Honden, con techado de estilo nagare-zukuri que data del Periodo Sengoku, es de importancia cultural para Japón. El templo ha estado siendo renovado recientemente.

## Estatuas
El templo cuenta con una gran estatua de siete metros de largo de Manjusri (Monju) sentado sobre un león y flanqueado por cuatro asistentes: un joven, un anciano, un monje y un novio, que datan de los siglos XIII y XIV. Cuando las estatuas fueron desmanteladas para su restauración en la década de 1930, fueron encontradas la firma de Kaikei y una inscripción de 1203, además de los nombres de cincuenta donantes.

## Tumba Kofun
La tumba de cámara cuadrada Monju-in Nishi Kofun se ubica en las inmediaciones del templo. En 1952 fue designada como un lugar histórico especial para Japón.

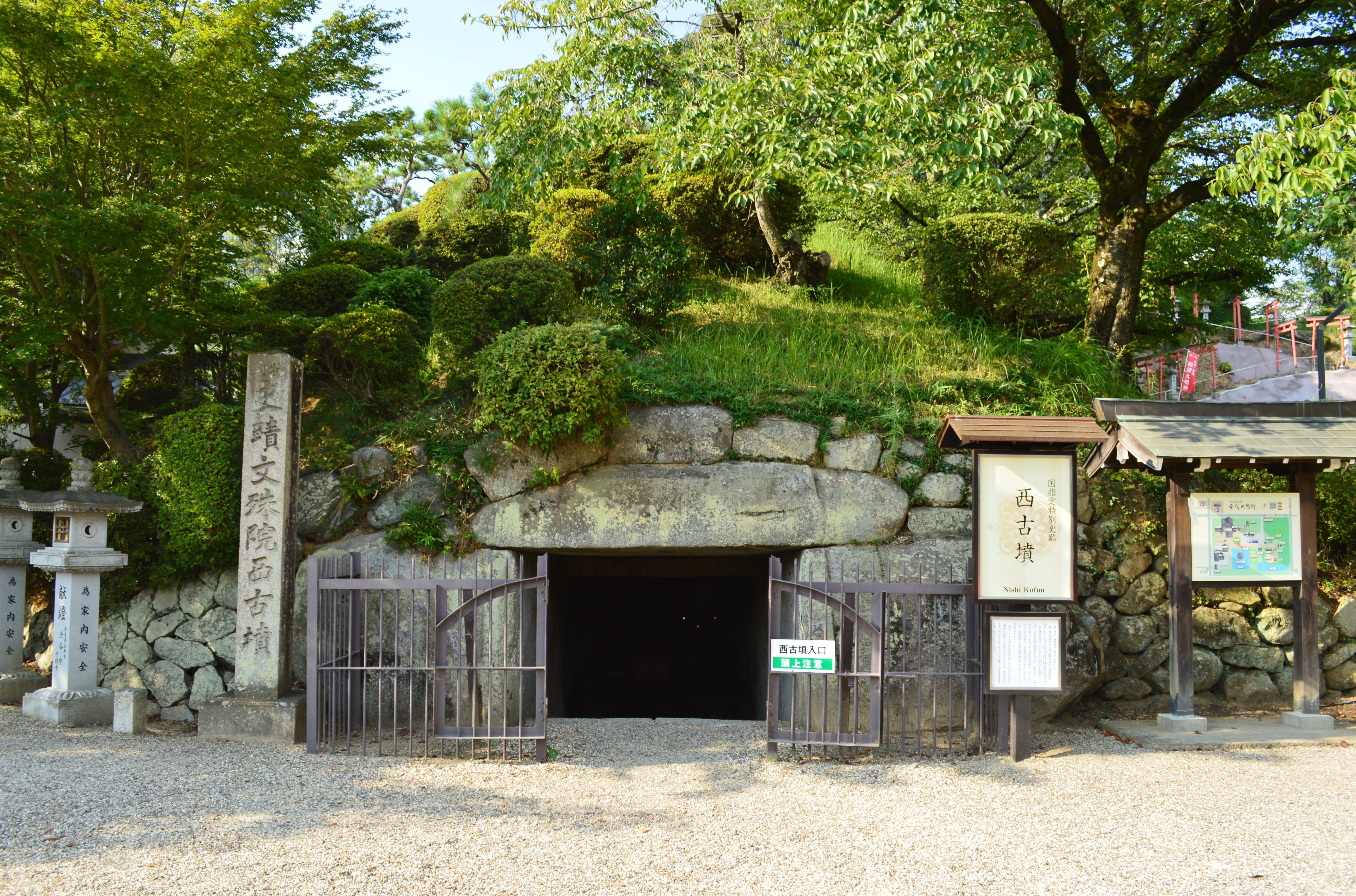
Imagen de la entrada de la tumba.